# Flora australiana

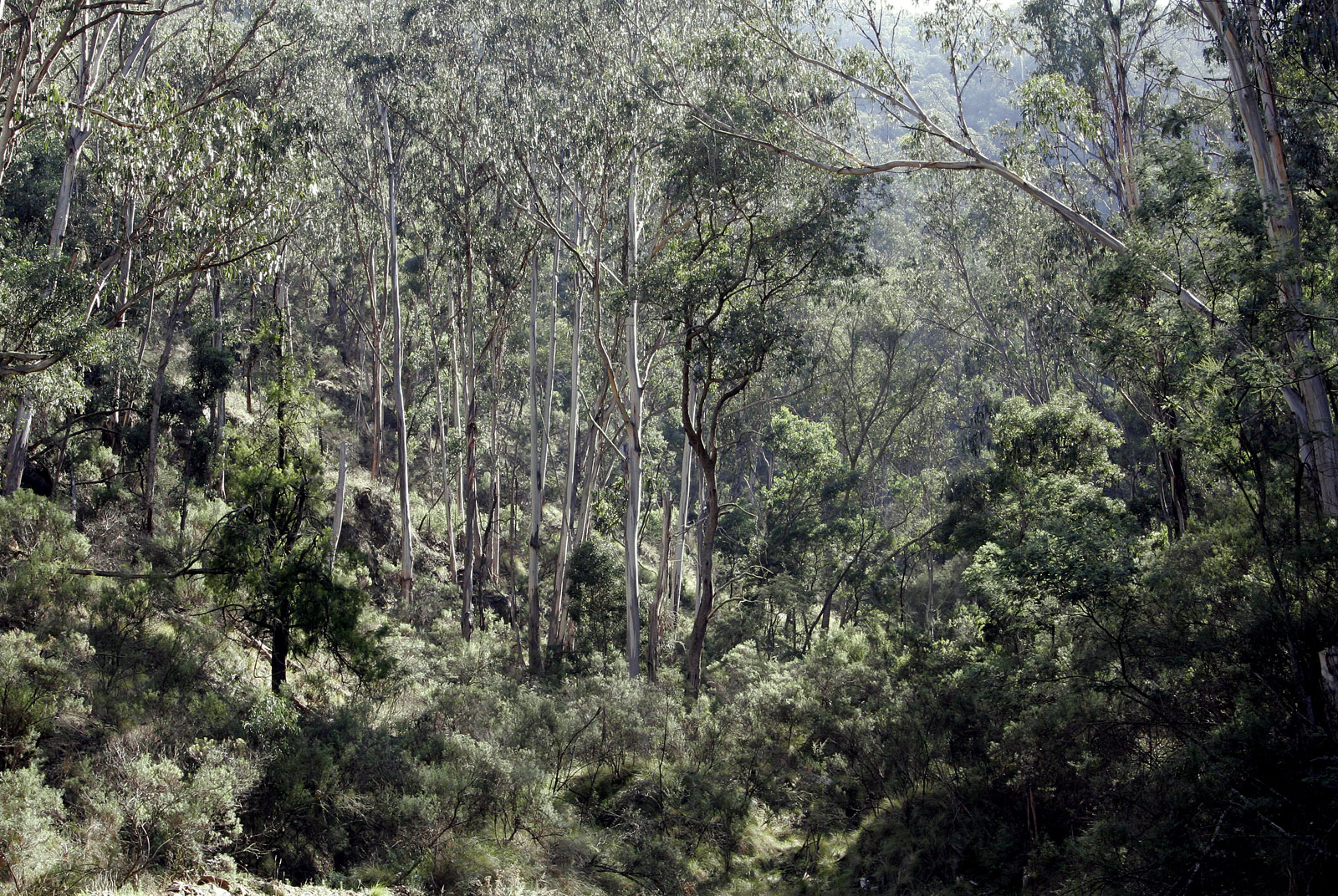
Bosque de eucalipto en Victoria.

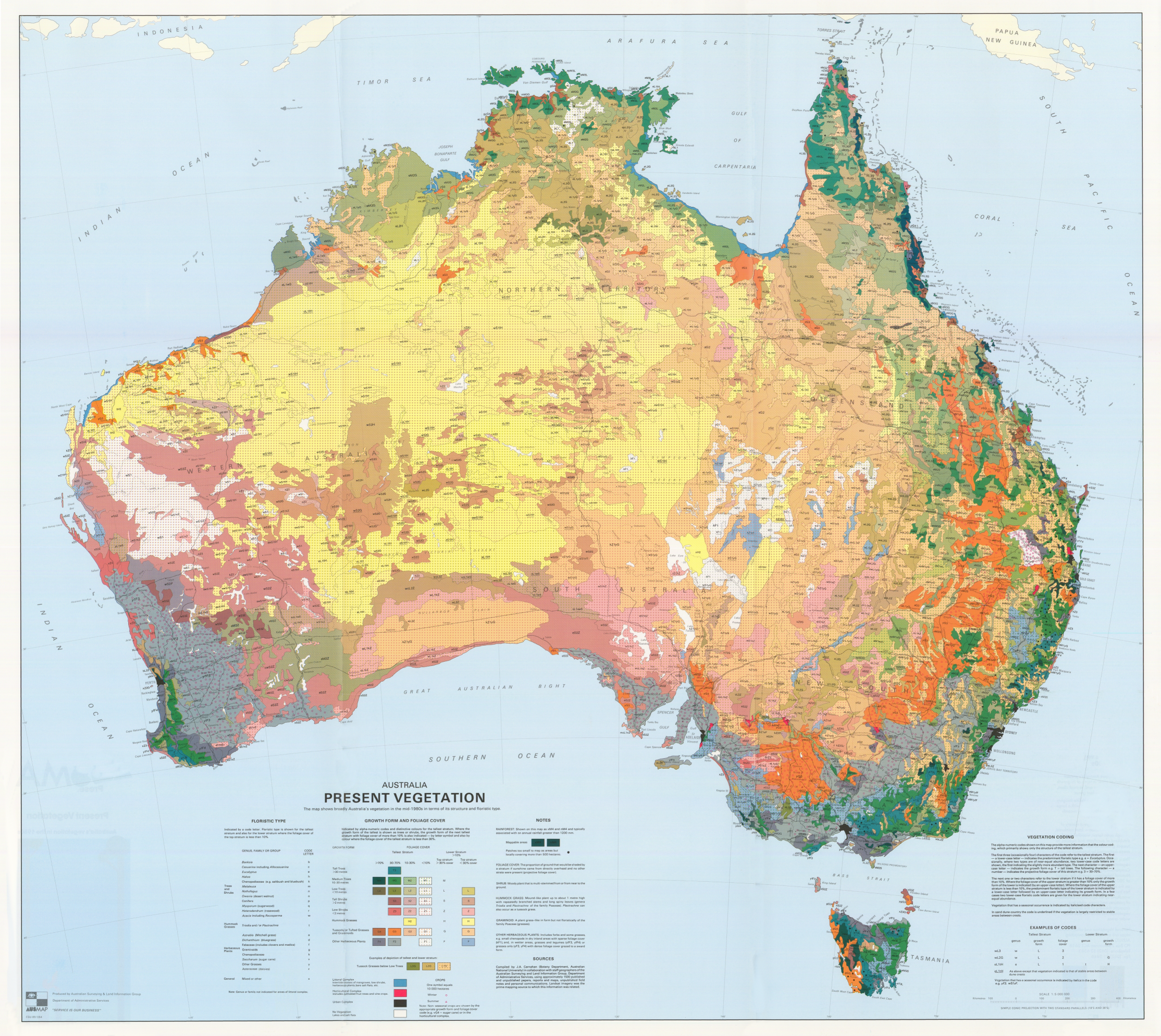
Atlas que muestra los tipos de vegetación existentes en el continente australiano.

La flora australiana es la vegetación que habita en Australia, es decir, en el continente australiano, Tasmania y otras islas menores de alrededor. Es lo que se denomina como reino floral de Australia. En total, comprende unas veinte mil plantas vasculares, catorce mil plantas no-vasculares, doscientas cincuenta mil especies de hongos y tres mil tipos de líquenes, por lo que se considera un país megadiverso. En el paisaje natural australiano contrastan las zonas interiores de climatología árida donde prevalecen matas de triodias y astreblas con las zonas costeras de clima templado y mediterráneo donde predominan los bosques de eucalipto y de acacias. En el extremo norte australiano —en la Tierra de Arnhem y el Cabo York, principalmente— existen pequeñas áreas de selvas tropicales, afectadas por los monzones.
A pesar de la cercanía de Nueva Zelanda, la isla de Papúa y otras islas indonesas, estas no tienen la misma flora, por lo tanto no se consideran del mismo reino floral que Australia.

## Factores condicionantes

### Situación geográfica
Australia tiene una superficie de 7692.024 km², lo que la convierte en un auténtico continente y el sexto país más grande del mundo. No obstante, el continente australiano presenta pocos accidentes geográficos (penínsulas, golfos o bahías) en comparación al resto de continentes del mundo. Esta unidad de la masa provoca un clima húmedo en la costa y propicio para el crecimiento de las plantas pero a la vez las zonas interiores sufren un clima desértico donde sólo sobreviven pequeños matorrales. Australia es también el sexto país en cuanto a superficie forestal.
El continente se sitúa entre las latitudes 10°S y 43°S, entre los océanos índico, pacífico y antártico, y separado del archipiélago malayo por el estrecho de Torres y el mar de Arafura. Esto ejerce una de las principales características de la flora australiana, su aislamiento. Gracias a esto, las especies del continente han evolucionado a lo largo de miles de años sin mantener contacto exterior, lo que se conoce como endemismo.
Fuera del territorio continental Australia posee además otras islas en el océano Pacífico (La isla Norfolk y las islas del Mar del Coral) y en el océano Índico (La isla de Navidad, las islas Cocos, las islas Ashmore y Cartier y las islas Heard y McDonald), las cuales pertenecen al reino floral paleotrópico y, por tanto, gozan de una vegetación diferente.

### Climatología

Mapa climático de Australia

El clima de Australia varía ampliamente, aunque la mayor parte de Australia es desértico o semiárido – 40% del territorio está cubierto por médanos. Solo las esquinas sudestes y sudoestes tienen un clima templado y de suelos moderadamente fértiles. La parte norte del país tiene un clima tropical: parte es bosque lluvioso tropical, parte pastizales, y parte desiertos.
La lluvia es altamente variable, con frecuentes sequías, causadas, entre otros factores, en parte por la oscilación del sur El Niño. Ocasionalmente, tormentas de polvo cubren una región o eventualmente varios estados y hay reportes de ocasionalmente grandes tornados. Ascensos de los niveles de salinidad y de desertificación en algunas áreas están degradando el paisaje.
Las ubicaciones australianas tropical y subtropicales, con ciertas precipitaciones, y estación fría, de las costas occidentales hacen la mayor parte de Australia Occidental. La lluvia produce la humedad del suelo necesaria para los cultivos de secano. La otra parte del continente es un desierto cálido y árido. Aquella lluvia produce la humedad del suelo necesaria para los cultivos de secano. Un estudio de 2005 de investigadores de Australia y de EE. UU. investigó la desertificación del interior, sugiriendo que una explicación está relacionada con los colonos que arribaron hace cerca de 50 000 años atrás. La quema regular de la vegetación por parte de esos colonos pudo haber impedido que los monzones alcanzasen el interior de Australia.

### El suelo y el relieve
La altitud promedio es de 330 m, y sólo el 13% del país se encuentra a una altitud superior a los 500 m.

## Biodiversidad
Entre un ochenta y un noventa por ciento de la flora es endémica de Australia.

## Historia natural
Según la teoría de la deriva continental, durante el Cretácico, Australia formaba parte de Gondwana, un gran continente al que se le unen África, Sudamérica, Indostán y la Antártida. Biológicamente, explica el parentesco que guardan algunas especies de la flora Australiana con la de otros continentes del hemisferio sur. Son un ejemplo la familia Araucariaceae o la subfamilia Callitroideae (ambas gimnospermas).
También helechos y algunas plantas con flores (angiosperma o magnoliophyta) de Australia están relacionadas con las de Gondwana, como las familias Nothofagaceae y la Proteaceae.

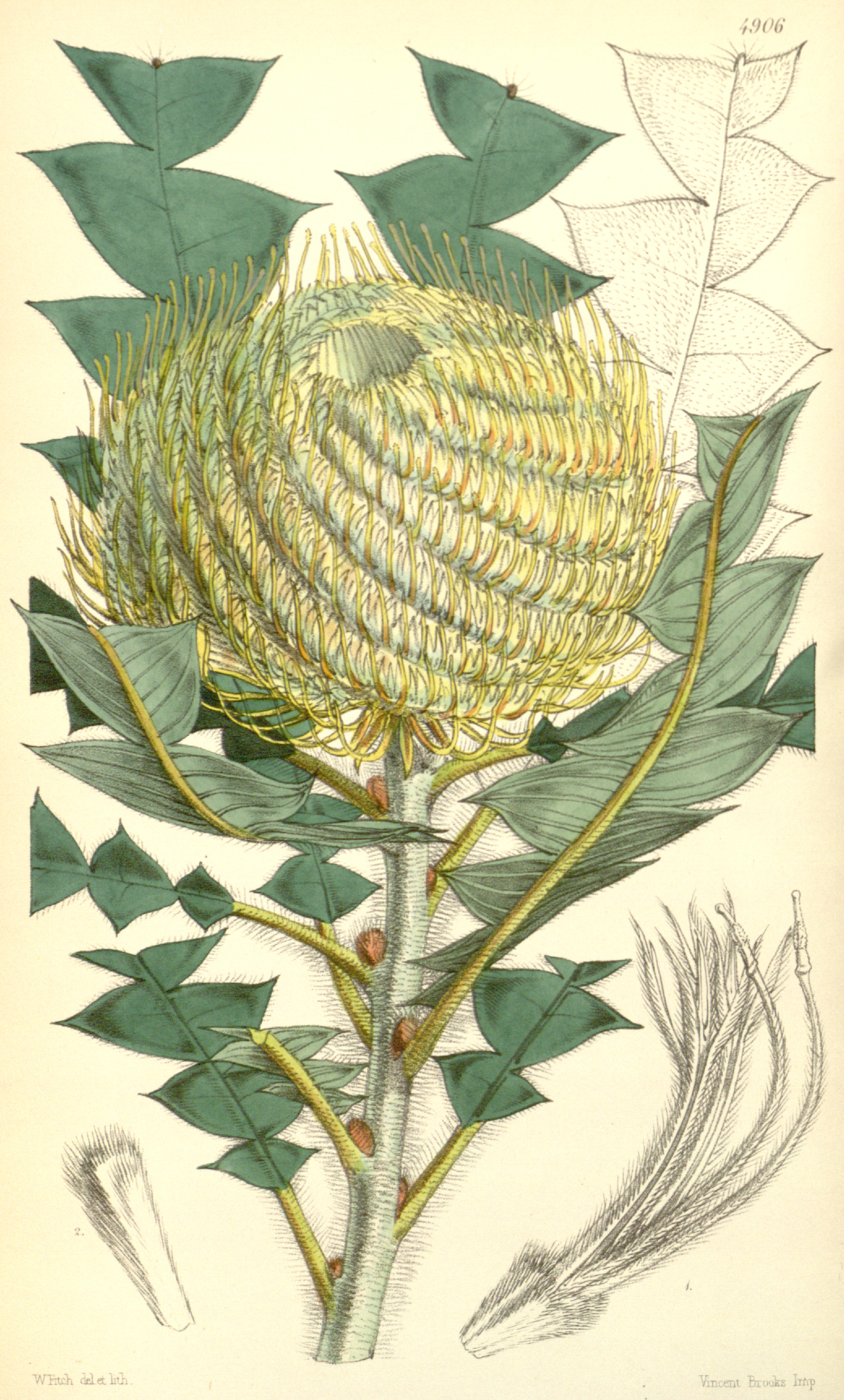
Ilustración de la especie Banksia victoriae. Este género se desarrolló a partir del Eoceno, siendo endémica de Australia.

Durante el Eoceno, Australia se separó de la Antártida y en el Mioceno la placa australiana colisionó con la placa asiática. Algunas plantas de Asia aparecieron en tierra australiana, como el Lepidium o el Chenopodioideae. La cada vez menos exposición del continente a las corrientes circumpolares antárticas imposibilitó las precipitaciones y calentó la tierra creando un hábitat más árido. Australia, que por entonces estaba cubierto enteramente por selva, dio paso a grandes desiertos que, sumados al aislamiento, crearon una flora cada vez más compleja y adaptada al medio. Las plantas que se desarrollaron durante esta época, como el Eucalyptus, la Casuarina o la Banksia, se caracterizan por hojas duras, de una capa externa muy gruesa, para evitar en la medida de lo posible la pérdida de agua durante la fotosíntesis.
Hace 38 000 años, los aborígenes australianos se establecieron en Australia. Las prácticas de labranza de los aborígenes jugaron un papel importante en el desarrollo floral de Australia. Utilizaban la técnica conocida como agricultura del palo incendiario (fire-stick agriculture). Esto es, se incendia un área arbolada con la ayuda de antorchas para su posterior cultivo. El problema es que estos fuegos pocas veces eran controlados. Es decir, que las plantas que mejor se regeneran en las tierras incendiadas ganan terreno a las demás. Es el caso del eucalipto, que crece rápidamente, o las plantas con serotinia, semillas que se liberan en contacto con el calor. En parte, la gran expansión del eucalipto por Australia es gracias a los incendios, intencionados o naturales.

### Investigación botánica
Los pioneros en estudiar la flora australiana fueron los botánicos Joseph Banks (Londres, 1743-1820), Herman Spöring Jr. (Turku, 1733- Yakarta, 1771) y Daniel Solander (Piteå, 1733- Londres, 1822), que viajaron a bordo del HMB Endeavour con el explorador británico James Cook. En 1770, dos años después de zarpar del puerto de Plymouth (Reino Unido), llegaron a la actualmente denominada Bahía de Botany, al sur de Sídney, siendo los primeros europeos en pisar tierra australiana. Fue en esta bahía donde se realizó la primera documentación científica de flora y fauna. No obstante, la investigación no llegó a ser publicada.
Posteriormente, muchos botánicos europeos realizaron viajes a Australia, como Robert Brown, que entre 1801 y 1803 catalogó 2040 especies y las publicó en su libro Prodromus Florae Novae Hollandiae et Insulae Van Diemen (1810). Cuatro años más tarde, ampliaría sus taxones a 4200. Para 1849 el número de taxones llegaría a los 7000 aproximadamente.
En 1860, Joseph Dalton Hooker encontró varias similitudes entre la flora australiana y la de otros continentes y en 1863, los botánicos George Bentham y Ferdinand von Mueller publicaron siete volúmenes llamados Flora Australiensis con 8125 especies para el Real Jardín Botánico de Kew. Este último fue el primer botánico con residencia permanente en Australia (en Melbourne) y trabajo para el gobierno de Victoria, explorando todo el sudeste australiano y publicando libros como Definiciones de plantas australianas raras o hasta ahora no descritas (1855). En total descubrió 800 especies nuevas y gracias a él, se pudo llevar a cabo el Herbario Nacional de Victoria.
Las posteriores investigaciones se realizaron en el siglo XX en el este y norte de Australia. En 1981, el ministerio de medio ambiente australiano (Department of Environment) puso en marcha el proyecto Flora of Australia para reunir en un mismo catálogo las especies de plantas descubiertas. También hizo lo propio con los hongos (Fungi of Australia) y las algas (Algae of Australia).

## Tipos de vegetación

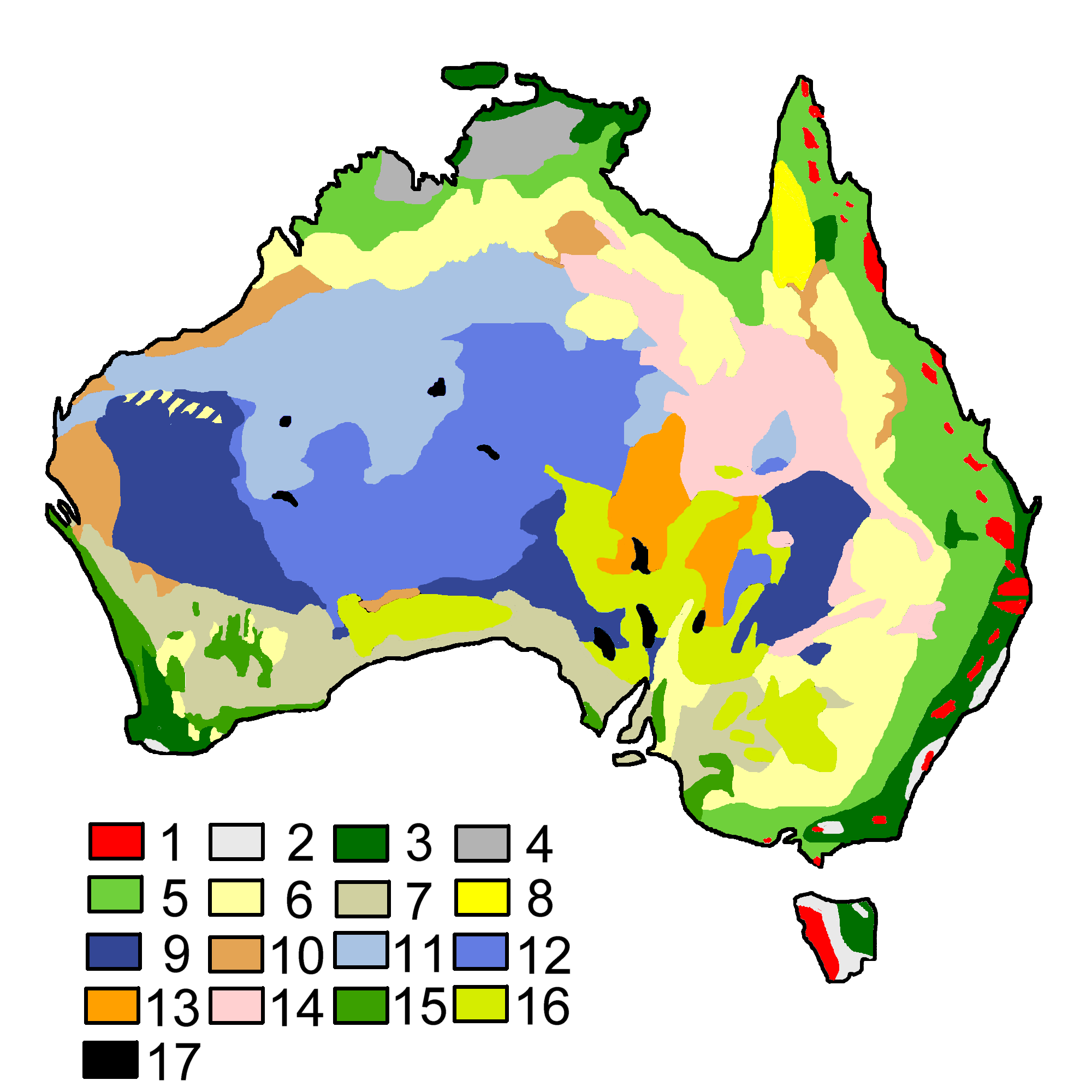
Mapa de las diferentes vegetaciones de Australia.
1. Selvas tropicales
2. Bosque abierto de vegetación alta
3. Bosque abierto de eucalipto
4. Sabana tropical de eucalipto
5. Bosque húmedo de eucalipto
6. Bosque seco de eucalipto
7. Maquia
8. Bosque de mirto de miel
9. Mulga o estepa de acacias aneuras
10. Estepa de otras especies de acacia
11. Maleza de spinifex
12. Estepa desértico mixto de mulga y spinifex
13. Maleza de Zygochloa paradoxa
14. Estepa de astreblas
15. Estepas esclerófilas
16. Estepas de quinoa
17. Lagos

La vegetación australiana se suele agrupar en hábitats bien diferenciados. Aunque no hay un esquema oficial, se suele aceptar, a grandes rasgos, la división en: pluvisilva, sabana, bosques de eucalipto (húmedo y seco), maquia, bosque de acacias y mirtos y estepas. Esta clasificación viene de la mano del profesor de botánica de la Universidad de Queensland R. L. Spetch (1970). Posteriormente, se realizaron cambios puntuales pero siguiendo el mismo esquema base. Es el caso del historiador y naturalista británico R. H. Groves (1994) o la institución gubernamental australiana Natural Heritage Trust, que divide la flora australiana hasta en treinta grupos de vegetación y sesenta-y-siete subgrupos (2001). La WWF integra a Australia en la ecozona denominada Australasia y la divide en 8 biomas, que a su vez se dividen en 40 ecorregiones. Los ocho biomas son: pluvisilvas, bosques templados de frondosas y mixtos,
Los hábitats menos afectados por el ser humano son los desérticos, ya que son improductivos para la agricultura. En cambio, los bosques del sudeste han sido reducidos a zonas montañosas. El paisaje predominante australiano es el de los matorrales y hierbas en tierras áridas y semiáridas formados por las plantas Triodia y Zygochloa, que representa un 23% del total vegetal, como en el Desierto de Simpson.

### Selvas tropicales

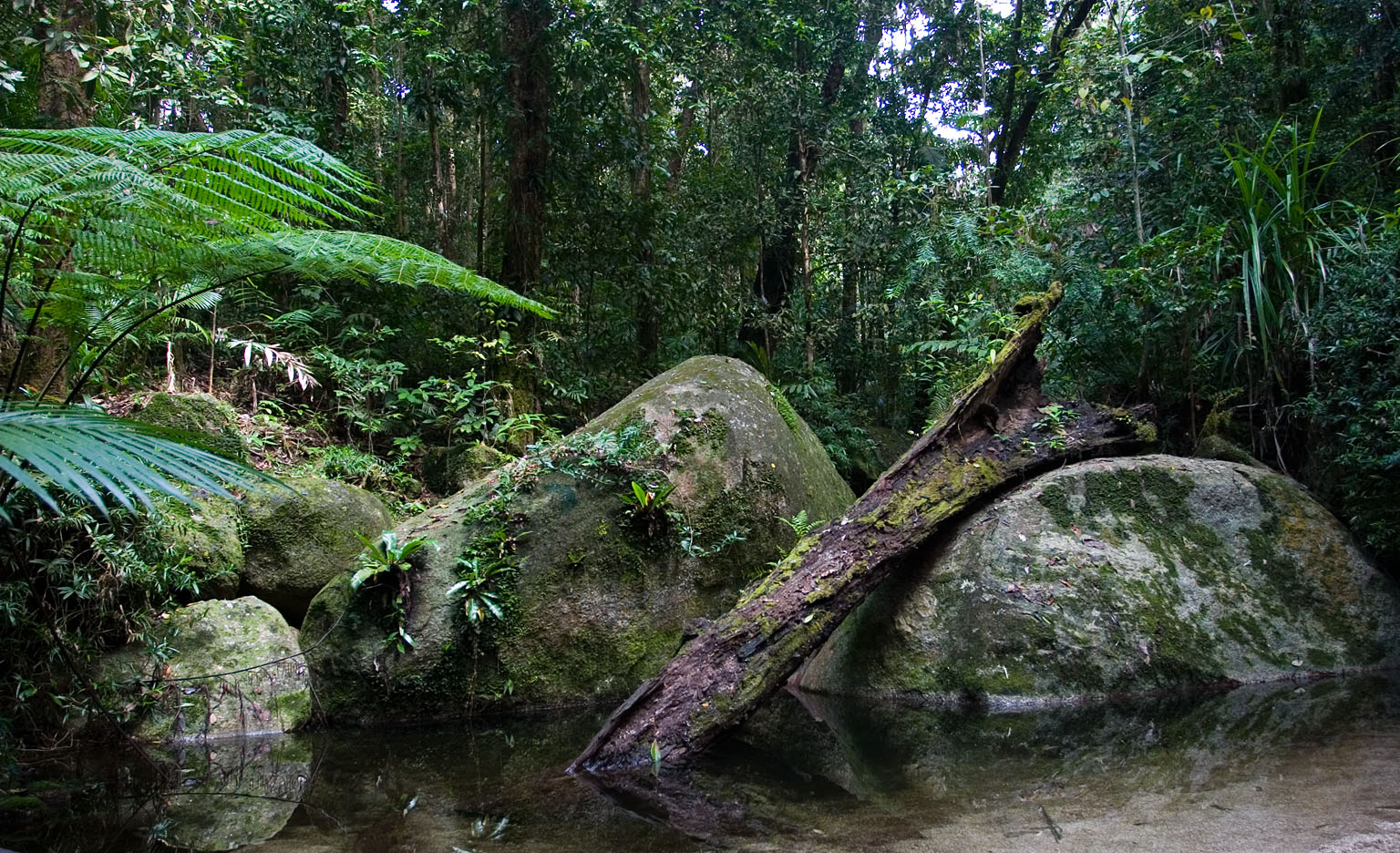
Selva tropical en el parque nacional Daintree, Queensland

Existen algunos reductos de pluvisilvas (denominadas así por la WWF) a lo largo de la Gran Cordillera Divisoria, al este del país, y en las islas de Lord Howe y Norfolk. La mayoría están protegidas, como los parques nacionales de la Isla Norfolk, Wooroonooran, Girringun, Conondale, Montes de Hierro o quizá el más representativo, el parque Daintree (todos ellos en Queensland). Este tipo de vegetación se conoce como bosque cerrado (closed forest), en referencia a su frondosidad, ya que son de difícil acceso. La precipitación anual media es de unos 12000 mm. Actualmente ocupan 30 000 km² de suelo australiano (0'4% del total) y antes de la colonización europea ocupaban 43 000 km² (70% talado).
Las selvas tropicales australianas se subdividen en las del norte (Queensland) y las del sur (Nueva Gales del Sur, Victoria y Tasmania). En el norte, más cálidas por su cercanía al ecuador, se encuentran bosques primarios con plantas de filiación muy primitiva como el árbol Idiospermum australiense, que se estableció en el parque nacional Daintree hace más de 120 millones de años. Estos bosques están afectados por los monzones del verano. Las plantas más comunes en la selva norte son los pinos kaurís, con la especie Agathis robusta en las zonas bajas y Agathis microstachya y Agathis atropurpurea en las zonas elevadas. Además de numerosos tipos de lianas que no existen al sur.
Las selvas tropicales del sur, más frías por su cercanía a la Antártida, predominan las araucarias como la Araucaria cunninghamii o en menor medida, la Araucaria bidwillii y también el género de Nothofagus, con las especies Nothofagus cunninghamii y Nothofagus moorei. En ambos bosques todos los árboles son de tipo perenne, a excepción del Nothofagus gunnii. En algunas áreas hay arboledas de Podocarpus y Sundacarpus. El bioma se completa con helechos, hongos, epifitas y palmas de todo tipo.
Por su excepcional biodiversidad y conservación, la UNESCO declaró en 1988 seis parques nacionales entre otras áreas protegidas como Patrimonio de la Humanidad bajo el nombre de Trópicos húmedos de Queensland.

### Bosque abierto
El Bosque templado de frondosas y mixtos (WWF), dehesa o bosque abierto es un conjunto principalmente de eucaliptos como el Eucalyptus regnans, que puede llegar a los 100 m de altura, el Eucalyptus grandis, el Eucalyptus todtiana, el Eucalyptus microcorys, el Eucalyptus cloeziana, el Eucalyptus eugenioides, el Eucalyptus paniculata y el Eucalyptus saligna. Se completa con un sotobosque formado por algunos helechos, hierbas, musgos y líquenes, al igual que en la selva, en las zonas más húmedas, y arbustos esclerófilos en las zonas más secas. El paisaje natural es semblante al de la dehesa ibérica.

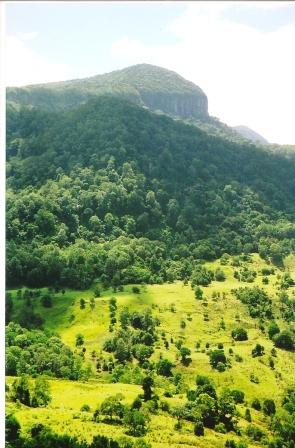
Reserva natural de Numimbah

Este bosque se encuentra en toda la isla de Tasmania, en la costa este de Queensland y Nueva Gales del Sur, en todo el estado de Victoria, en el Cabo Leeuwin de Australia Occidental (concretamente, regiones de Peel, Wheatbelt, Great Southern y Southwest) y en la costa norte del Territorio del Norte (a saber, Tierra de Arnhem e Islas Tiví).
Se definen cinco ecorregiones: el bosque templado de Australia Oriental, el bosque templado del sureste de Australia y el bosque montano, el bosque templado y el bosque templado lluvioso de Tasmania. En todas prevalece el eucalipto. Otros árboles que también conviven son el boj cepillo o el cedro de Tasmania.
La UNESCO declaró en 1986 Patrimonio de la Humanidad los bosques húmedos Gondwana de Australia, una importante área para la biología entre Queensland y Victoria con innumerables árboles milenarios y en 1992 a la Isla Fraser por su flora y fauna, en la que destacan los descomunales pinos kaurís, helechos, eucaliptos y acacias que existen desde hace millones de años en la isla, siendo además los únicos árboles que crecen en arena en todo el mundo.

### Bosques de eucalipto
La UNESCO declaró en 2000 las Montañas Azules como Patrimonio de la Humanidad.

### Maquia
La maquia (conocida popularmente en inglés australiano como mallee) son arbustos de dos a diez metros. La flora de la maquia posee, por lo general, raíces lignotubérculas y multitallos. Existen cerca de 200 de eucalipto en la maquia.

## Conservación

### Amenazas
Una de las principales amenazas es el riesgo de incendios, muy elevado debido a la aridez, las altas temperaturas y la falta de precipitaciones.

### Áreas protegidas
En 1997 había en Australia 5645 áreas protegidas, lo que suponía un total de 60 millones de hectáreas. En 2004 la cifra ascendía a 7720 áreas protegidas con un total de 80 millones de hectáreas. 12 de estas áreas son Patrimonio Natural de la Humanidad: la Gran barrera de coral (desde 1981), la Isla de Lord Howe (1982), los Bosques húmedos Gondwana de Australia (1986, ampliado en 1994), los Trópicos húmedos de Queensland (1988), la Bahía Shark (1991), la Isla Fraser (1992), el yacimiento paleontológico Riversleigh-Naracoorte (1994), las Islas Heard y McDonald y la Isla Macquarie (1997), Región de las Montañas Azules (2000), el parque nacional Purnululu (2003) y la Costa de Ningaloo (2011).
Según el Ministerio de Medio Ambiente de Australia, las áreas protegidas han sido clasificadas en diferentes categorías, de la mayor a menor relevancia según la interferencia humana. Los parques nacionales son más de 500 de las áreas protegidas y suponen una intervención de la mano del hombre nula o casi nula. El primer parque nacional creado por el gobierno Australiano es el parque nacional Real, al sur de Sídney (1879). Otras categorías como las reservas de vida silvestre, los santuarios de animales y las Reservas Naturales, la conservación y protección del ecosistema es menos estricto. 
Las Reservas de la flora y reservas forestales proporcionan los bosques representativos representan. [38] Un objetivo importante es limitar la deforestación a gran escala, sin embargo, el balance de los bosques es negativo: el arranque superan la re-vegetación. Alrededor de la mitad de los bosques tropicales se encuentra bajo protección [16]; incluso el 64 por ciento de los manglares y los bosques de pantano protegidas, pero solo el 5 por ciento de los pocos bosques secos del sudeste y Woodlands. [16] El Estado del Consejo de Medio Ambiente en 1996 consideraron que las reservas se establecieron sólo en zonas económicamente poco importantes. [39]

## Concienciación medioambiental
La población australiana es una de las más concienciadas a nivel medioambiental. Diferentes movimientos ecologistas importantes del país promueven la conservación y protección de la flora australiana. Tanto es así, que en 1912 se decidió cambiar el escudo nacional por uno en el que aparece un zarzo dorado, actualmente símbolo nacional.

## Estadísticas
Debido a que continuamente se descubren nuevas especies, los números pueden variar. Datos del Ministerio de Medio Ambiente de Australia:

### Magnoliophyta
Según el último recuento de especies angiospermas (M. Sjöström y M. Gross, 2006) existen 18 821, de las cuales 1997 son introducidas y 16,824 son nativas. Del total, 18 448 son del continente australiano y 373 de las islas. Además, 1202 se encuentran en peligro de extinción Se estima que el 89% son endémicas (B. Groombridge y M.D. Jenkins, 2002).

### Gymnospermae
Según el último recuento de especies gimnospermas (IUCN, 2009) existen 980, de las cuales 17 están en peligro de extinción. Un 96% son endémicas.

### Lycophyta, Filicinophyta, Psilophyta y Sphenophyta
Según el último recuento de especies de helechos y otras planta no vasculares (B. Groombridge y M.D. Jenkins, 2002) existen 13,025, de las cuales 1000 son Lycophyta, 12 000 son Filicinophyta, 10 son Psilophyta y 15 son Sphenophyta. Sólo un 34% son endémicas y 41 están en peligro de extinción.

### Bryophyta sensu lato
Según el último recuento de especies de musgo, hepáticas y antoceros (N. Klazenga y McCarthy, 2003-2006) existen 1,847, de las cuales 976 son musgos, 841 son hepáticas y 30 son antoceros. Un 25% aproximadamente son endémicos. Una especie de musgo está en peligro de extinción.

### Charophyta, Chlorophyta, Glaucophyta y Rhodophyta
Según el último recuento de especies de algas (R.A. Cowan, 2006) existen 3545, de las cuales una es Glaucophyta, 1,099 son Charophyta, 904 son Chlorophyta y 1541 son Rhodophyta. Dos están en peligro de extinción y se desconoce el número de especies endémicas.

### Fungi
Según el último recuento de especies de hongos (B. Groombridge y M.D. Jenkins, 2002 y Rossman, 2003) existen 11 846, de las cuales 7187 son Ascomycetes, 3730 son Basidiomycota y 130 son Microsporidia. Un 90% son endémicas y ninguna está en peligro de extinción.